# 噶勒丹多尔济 (和硕特部)
噶勒丹多尔济（17世纪？—1699年），一作噶勒多尔济、噶勒尔多尔济，卫拉特蒙古和硕特部台吉。鄂齐尔图汗的孙子，额尔德尼台吉的儿子，博尔济吉特氏。
噶勒丹多尔济开始游牧于准噶尔边境。康熙二十八年（1689年），他的从兄罗卜藏衮布阿喇布坦去世后，应他的妻子和诸宰桑的请求，奉召迁居阿拉善，统辖其众。次年，听说清军西征噶尔丹，遣使请从军效力。当时噶尔丹势盛，计划把女儿钟济海许配给他，策妄阿拉布坦派人让他不要如此。西藏第巴桑结嘉措召他在察罕托罗海与青海诸台吉会盟，计划相助噶尔丹。推辞不去，自率一百兵士至布隆吉尔与清军会师。后受下属阿勒达尔哈什哈、恭格唆使，劫西欣驿驼马，依附策妄阿拉布坦。康熙三十八年（1699年）左右，策妄阿拉布坦率兵攻哈萨克，他假意率兵相从，中途率军逃到库车，被库车回部人击杀。